# Cocor

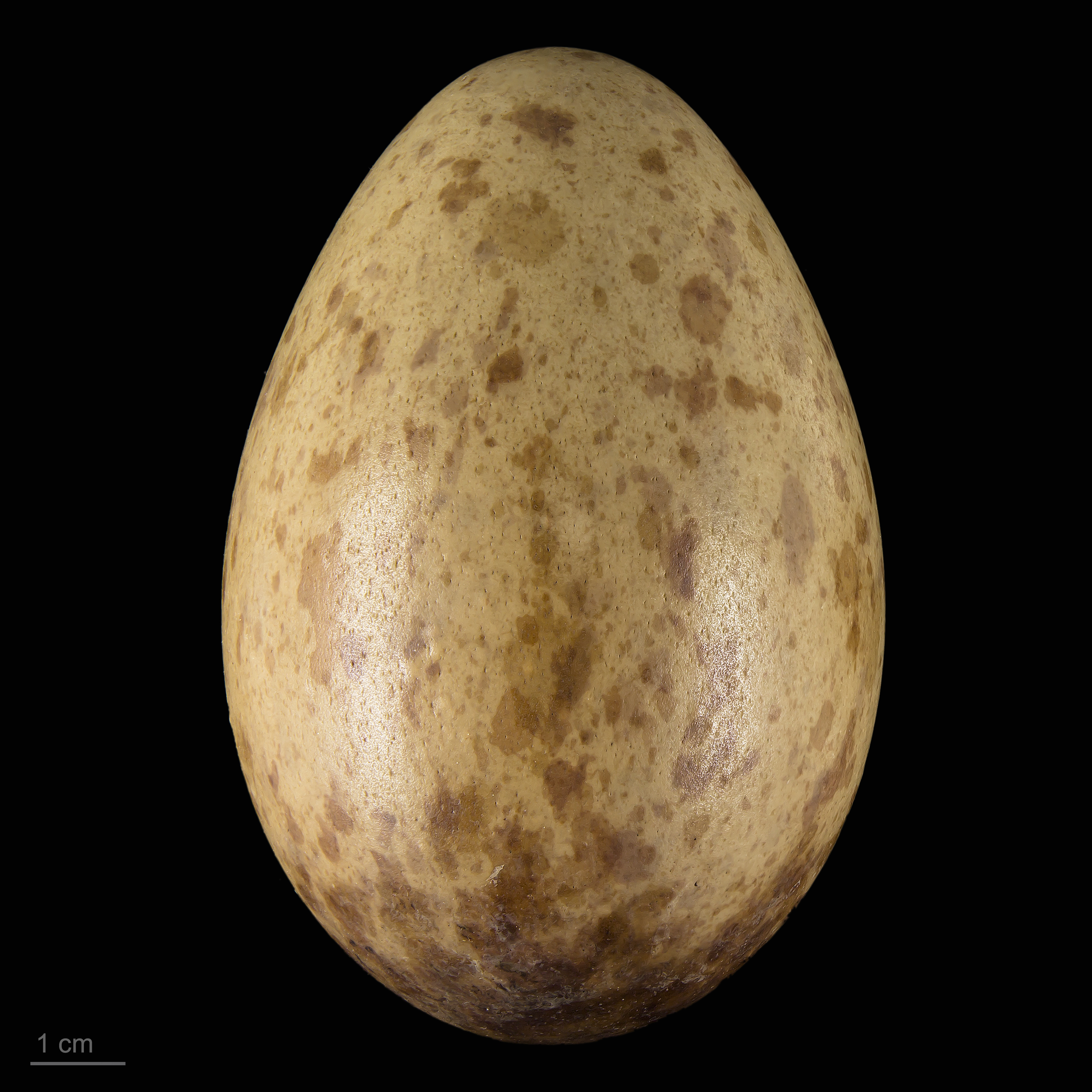
Grus grus - MHNT

Cocorii sunt o familie, Gruidae, de păsări mari, cu picioare lungi și cu gât lung din grupul Gruiformes. Cele 15 specii de cocori sunt plasate în patru genuri: Antigone, Balearica, 	Leucogeranus și Grus. Spre deosebire de stârci, care au un aspect similar dar cu care nu au legătură, cocorii zboară cu gâturile întinse, nu trase înapoi. Cocorii trăiesc pe toate continentele, cu excepția Antarcticii și a Americii de Sud.
În România trăiesc două specii, care sunt cocorul mare (Grus grus) (114 cm), care cuibărește în Delta Dunării și cocorul mic (Grus virgo), care atinge 96 de cm înălțime și poate fi văzut rar deoarece este numai în trecere, cuibărind în Asia Centrală și iernând în delta Nilului.
Mănâncă de la rozătoare mici, ouă de păsări, pești, amfibieni și insecte până la cereale și fructe de pădure.

## Descriere

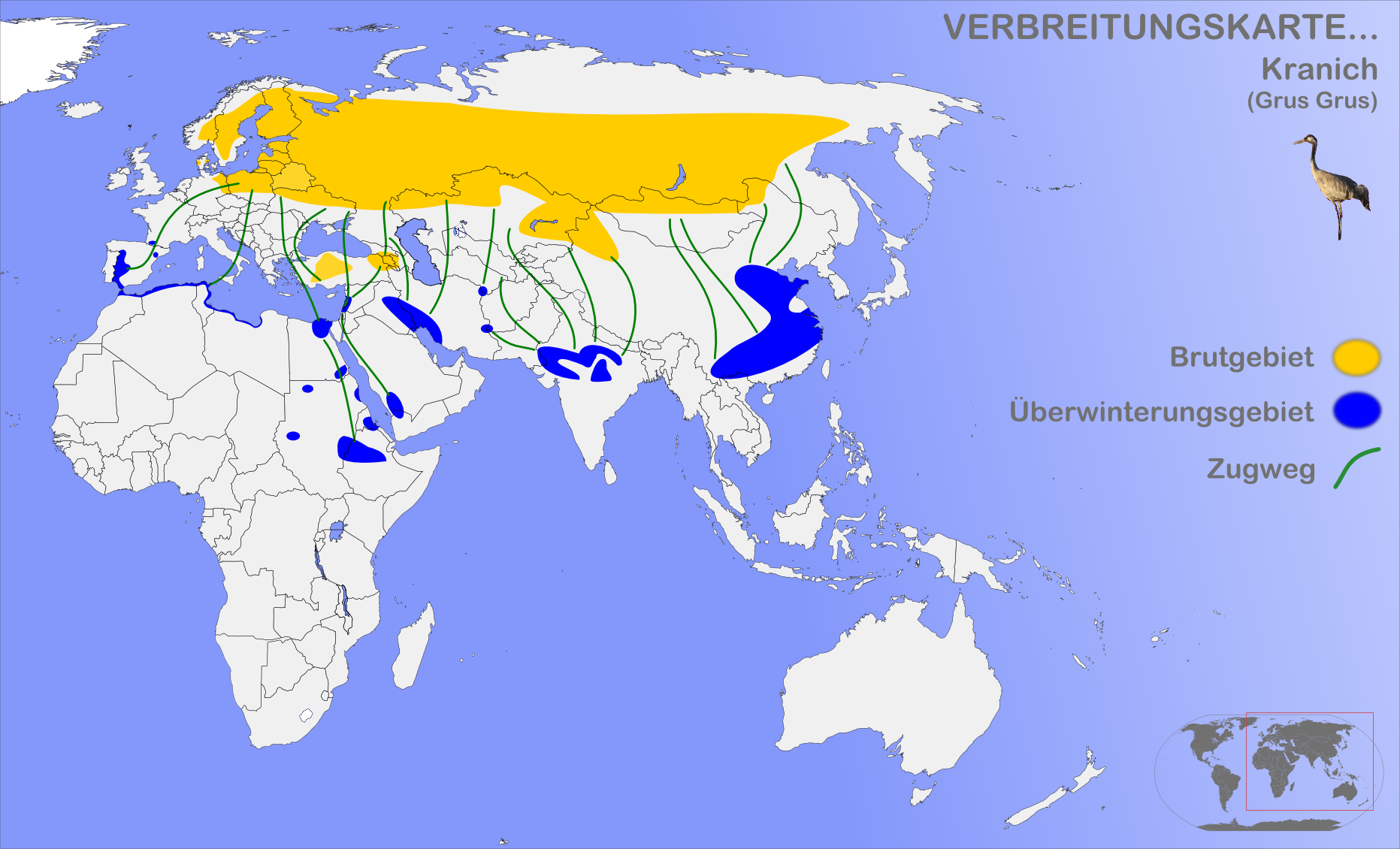
Habitat

Cocorii sunt ființe înalte, bipede. Durata de viață este de 30- 40 de ani. Ei vocalizează, sunt foarte sociabili și au un stil de viață monogam. În China, Africa de Sud și Uganda, cocorii sunt simboluri naționale. În Asia de Est, ei simbolizează viață îndelungată, fericire, fidelitate în casnicie și dragoste.
Caracteristic cocorilor este forma traheii care pătrunde până la osul stern, sub mușchii pectorali, formând bucle care explică strigătele puternice al cocorilor. Cocorii sunt păsări care umblă și fac cuibul pe sol cu excepția speciilor africane „Balerica” care stau pe arbori. Puii clociți în regiuni de stepă, sau de smârcuri  sunt nidifugi. Numai speciile de cocori din regiunile nordice sunt păsări migratoare. În perioada împerecherii păsările execută dansuri nupțiale spectaculoase. Hrana de bază a păsărilor constă în insecte, unele semințe, viermi și moluște.
Aceste păsări maiestuoase sunt omnivore și se hrănesc cu plante, vertebrate (pești, rozătoare, broaște și șerpi) și nevertebrate (moluște, insecte și crustacee). Sunt vânate de animale carnivore și omnivore, cum ar fi: lupii, urșii, ratonii, vulpile, coioții, corbii, șoimii, vulturii, dar și de oameni. Pentru a-și proteja puii, se strâng în grupuri și dorm laolaltă, în timp ce câteva păsări stau de pază.
Majoritatea speciilor de cocori sunt pe cale de dispariție, pentru că oamenii le distrug habitatul.
Cocorii au ciocul, gâtul și picioarele lungi. Deși seamană cu egretele și cu alte păsări cu picioare lungi care fac parte din familia Ardeidae, ordinul Ciconiiformes, cocorii au fost plasați recent în ordinul Gruiformes.
Cea mai mare specie de cocor este Grus antigone, care trăiește în nordul Pakistanului, India, Nepal, Asia de Sud-Est și Queensland, Australia. Cocorii indieni pot ajunge la o înălțime de 200 cm, iar distanța dintre aripile lor desfăcute poate atinge 250 cm, fiind cele mai înalte zburătoare.
Bugeranus carunculatus trăiește în sudul deșertului Sahara. Este cel mai mare cocor din Africa și al doilea ca dimensiune, dintre toate speciile de cocori. Poate ajunge la o înălțime de 172 cm. Cocorul american (Grus americana) este cel mai înalt cocor din Nordul Americii și singurul care trăiește numai pe acest continent. Are o înălțime de aproape 150 cm, iar distanța dintre aripile sale desfăcute poate ajunge la 230 cm.
Păsările trăiesc în zonele cu umiditate ridicată și pe câmpiile cu iarbă verde. Își schimbă dieta în funcție de sezon și de propriile cerințe nutriționale. Hrana lor este deosebit de diversificată. Se hrănesc cu rozătoare mici, pești, amfibieni, insecte, semnințe, fructe și plante.
Sunt animale gregare, formând cârduri mari. Când puii ajung la maturitate sexuală, în cel de-al doilea sau al treilea an de viață, își caută perechea printr-un ritual ce poate dura mai multe zile. Masculul și femela „dansează" și se cheamă unul pe celalalt. Totul este ca o mica scenetă, în care păsările zboară, își desfac aripile, aruncă bețe sau smocuri de iarbă, dau din aripi și din cap. „Dansul" este insoțit de vocalizări specifice. Când ritualul ajunge la punctul culminant, cele doua păsări scot sunete complexe, la unison. La fel se întâmplă și când se imperechează și când se reproduc. Majoritatea perechilor rămân împreuna pe viața.
Oamenii de știință au realizat un studiu în care au fost urmărite 69 de perechi de cocori, timp de 13 ani. Doar 12 perechi s-au despărțit, iar restul de 57 au rămas împreuna. În plus, relația cocorilor implică și alte aspecte interesante. Femela și masculul se ajută între ei, protejează și hranesc puii împreuna, iar când migrează, stau de-o parte și de alta a puilor, care zboară la mijloc. Atunci când una din păsări este bolnavă, perechea îi sta alături, chiar dacă celelalte păsări din cârd migrează.
Unele specii pleacă departe, iar altele nu migrează deloc. De exemplu, cocorul japonez (Grus japonensis), specie aflată pe cale de dispariție, își petrece primăverile și verile în Siberia. Femelele își depun ouăle aici, iar toamna migrează în stoluri spre Coreea, Japonia, China, Taiwan și alte țări din estul Asiei. Toți acești cocori migrează, cu excepția unui cârd care trăiește în Hokkaidō, Japonia, și care rămâne acolo tot anul.
Cocorul alb (Grus leucogeranus) este o specie pe cale de dispariție, care simbolizează viață îndelungată și succes în căsnicie. Există mai puțin de 3000 de exemplare de cocori albi, iar numărul lor este în scădere. Aceste păsări sunt migratoare, își fac cuiburi în Siberia și își petrec iernile în India sau de-a lungul râului Yangtze din China.
Și cocorul japonez este o specie rară, existând în jur de 2000 de exemplare. Totuși, cea mai rară specie este cocorul american. Există numai 300 de exemplare care trăiesc în sălbăticie și alți 150 de cocori ținuți în captivitate, însă numărul lor este în creștere, datorită unor programe care-și propun să salveze specia. Din cele 15 specii de cocori, 10 sunt pe cale de dispariție.

## Taxonomie și sistematică
Cele 15 specii existente de cocori sunt plasate în trei genuri. Un studiu filogenetic molecular publicat în 2010 a constatat că genul Grus, așa cum s-a definit atunci, era polifiletic. În rearanjarea rezultată pentru a crea genuri monofiletice, cocorul siberian a fost mutat în genul monotipic Leucogeranus, în timp ce cocorul canadian, cocorul cu capul alb, cocorul sarus și cocorul australian au fost mutați în genul Antigone.
| Subfamilie   | Imagine | Gen          | Specie |
| ------------ | ------- | ------------ | --- |
| Balearicinae |         | Balearica    | - Cocor negru cu coroană, Balearica pavonina - Cocor gri cu coroană, Balearica regulorum |
| Gruinae      |         | Leucogeranus | - Cocor siberian, Leucogeranus leucogeranus |
| Gruinae      |         | Antigone     | - Cocor canadian, Antigone canadensis - Cocor cu cap alb, Antigone vipio - Cocor sarus, Antigone antigone - Cocor australian, Antigone rubicunda |
| Gruinae      |         | Grus         | - Cocor cu mărgele, Grus carunculata - Cocor albastru, Grus paradisea - Cocor mic, Grus virgo - Cocor cu coroană roșie, Grus japonensis, sau cocor japonez - Cocor alb, Grus americana, sau cocor american - Cocor mare, Grus grus, sau cocor obișnuit, sau cocor eurasian - Cocor călugăr, Grus monacha - Cocor cu gât negru, Grus nigricollis |

## Cultura populară
În mitologia greacă există povești despre pigmei care luptau împotriva cocorilor, de-a lungul fluviului Nil. Înaintea epocii industrializării și oamenii trăiau cam tot atât. În cultura asiatică, se crede că aceste păsări trăiau 1000 de ani. De aceea, ele sunt un simbol al vieții lungi.
E o pasăre monogamă, care rămâne cu perechea sa pentru tot restul vieții. Din aceasta cauză, a devenit simbol al fidelității, vieții de cuplu și al dragostei.
Viața socială: cocorii trăiesc în perechi și familii, în cadrul unor cârduri mai mari, ce se aseamană comunităților în care trăiesc oamenii.
Vocalizarea – cocorii au un fel de limbaj propriu. La fel ca oamenii, și ei folosesc tot felul de sunete, pentru a transmite anumite mesaje.
Limbajul corpului – Există cel puțin 90 de gesturi sau poziții ale corpului care joacă un rol important în latura socială a vieții acestor păsări.
Dansul – Este un obicei practicat de cocorii de toate vârstele; uneori păsările dansează și în grup. Aceasta este modalitatea prin care cocorii își găsesc perechea, își exprimă afecțiunea și intenția de a se împerechea.
Toți acești factori, dar și frumusețea și eleganța cocorilor, fac ca aceste păsări să fie atât de fascinante și de captivante pentru oameni. Nu e de mirare că sunt simboluri atât de importante în cultura mai multor popoare.